# ウクレア!
『ウクレア！』は、MIDORIによる日本の漫画作品。『まんがタイムきららフォワード』（芳文社）2024年4月号より連載中。

## 概要
MIDORIの初単行本となる作品。本作は新潟県を舞台としており、新潟市の関屋浜や明石通の風景も描かれている。
単行本1巻は、2024年9月11日に発売となったが、メロンブックス新潟店（新潟市）では同年9月20日時点で完売入荷待ちとなっている。

### 著者略歴
MIDORI
- 新潟県の県央地域出身で、同地域に在住中（2024年時点）。
- 第15回にいがたマンガ大賞高校生部門で最優秀作品賞を受賞。
- 日本アニメ・マンガ専門学校卒業。
  - 『ウクレア!』の背景作画のアシスタントにとしてクライスメイトだった日本アニメ・マンガ専門学校卒業生が参加している。

## あらすじ
感情を上手く表現できない少女「空子（あこ）」は、中学の時に聴いた文化祭でのウクレレ部の演奏に感動し、入部を決意する。高校に入学し、ウクレレ部に入部しようとする空子だったが、ウクレレ部は実績がないとの理由で廃部になっていた。
空子と部員たちは、ウクレレ部を復活させるため、活動をしていく。

## 登場人物

### 美波女子高校ウクレレ部
水霧 空子（みずぎり あこ）
本作品の主人公。1年生。感情を表すことが苦手で、幼い頃は、「いつも同じ顔」「ロボットみたい」などと言われていた。
中学の時に見たウクレレ部の演奏に感動し、自分も人を笑顔にする演奏がしたいとウクレレ部に入部を希望する。
風谷 楓（かざや かえで）
ウクレレ部部長。3年生。しっかり者で、部のまとめ役。実家は海カフェを経営している。
花城 里桜（はなしろ りお）
ウクレレ部副部長。3年生。おっとりした性格。実家は金持ちでブラックカードを所有している。
日野 舞帆（ひの まほ）
2年生。ギャルっぽい見た目をしている。明るい性格で部のムードメーカー的存在。
星宮 灯火（ほしみや とうか）
1年生。空子と同じクラスで学級委員長。海辺でウクレレ部の演奏を聴き興味を持つ。第一志望の高校に入学できなかった気持ちから当初は入部を拒否していたが、部員たちの説得で入部を決意する。ツインテールでツンデレな性格。

### その他の登場人物
生徒会長（せいとかいちょう）
実績がないとしてウクレレ部を廃止した。名前は音羽（おとは）。ピアノが得意。
風谷 杏（かざや あん）
風谷 琳（かざや りん）
楓の妹。初めは空子を怖がっていたが、ウクレレの演奏を聴き、打ち解ける。
水霧 空美（みずぎり あみ）
空子の姉。妹想い。妹の雄姿を収めるため4Kビデオカメラ（128,000円）を購入するなどシスコン気味な面もある。

## 書籍情報
- MIDORI 『ウクレア！』 芳文社〈まんがタイムKRコミックスフォワードシリーズ〉、既刊2巻（2025年4月12日現在）
  1. 2024年9月11日発売[5][6]、ISBN 978-4-8322-9572-8
  2. 2025年4月12日発売[6]、ISBN 978-4-8322-9631-2